# 科佩斯尼奇卡河
科佩斯尼奇卡河（烏克蘭語：Колеснічка），是烏克蘭的河流，位於該國東部，屬於熱雷貝茨河的右支流，發源自新叶霍里夫卡，流經盧甘斯克州，河道全長5.3公里，流域面積34.6平方公里。